# Aleksander IV. Makedonski
Aleksander IV. Makedonski (grško starogrško Ἀλέξανδρος Δ΄, Aléksandros IV.), včasih napačno imenovan Egus, je bil sin Aleksandra Velikega (Aleksander III. Makedonski) in princece Roksane Baktrijske, * 323 pr. n. št., Babilon, Makedonsko kraljestvo, † 309 pr. n. št.

## Rojstvo
Aleksander IV. je bil sin Aleksandra Velikega Makedonskega in njegove žene Roksane Baktrijske. Ker Aleksander ob očetovi smrti 11. junija 323 pr. n. št. še ni bil rojen in se ni vedelo, ali bo sin ali hči, je v makedonski vojski nastal nemir zaradi negotovega nasledstva. Pehota je podprla Aleksandrovega starejšega polbrata Filipa III., ki je bil duševno zaostal. Hiliarh Perdik, poveljnik elitne konjenice, je vojake prepričal, naj počakajo v upanju, da bo Roksanin nerojeni otrok moški. Frakcije so sklenile kompromis in odločile, da bo Perdik  vladal cesarstvu kot regent, medtem ko bo Filip kralj, vendar le kot figura brez prave oblasti. Če bi bil otrok moški, bi on postal kralj. Aleksander IV. je bil rojen avgusta 323 pr. n. št.

## Regenti
Po strogem regentstvu, vojaškem neuspehu v Egiptu in uporu v vojski so visoki častniki maja ali junija 321 ali 320 pr. n. št. Perdika umorili. Za novega regenta je bil na delitvi v Triparadizu imenovan Antipater, ki je Roksano in oba makedonska kralja odpeljal v Makedonijo in hlinil vladarja Aleksandrovega imperija, oblast v nekdanjih provinca v  Egiptu in Aziji pa je prepustil satrapom.  Ko je Antipater leta 319 umrl, je oblast prepustil generalu Poliperhonu, ki je služil Filipu II. in Aleksandru Velikemu, ta pa je oblast prepustil svojemu sinu Kasandru.

## Državljanska vojna
V Makedoniji se je začela vojna med pristaši Aleksandra III. in Aleksandra IV. Kasander je sklenil zavezništvo s Ptolemajem I. Soterjem, Antigonom in Evridiko Epirsko, ambiciozno ženo kralja Filipa III., in napovedal vojno regentstvu. Poliperhon se je povezal z generalom in satrapom Eumenom in Olimpijo, četrto ženo Filipa II. Makedonskega.
Poliperhon je bil sprva uspešen in prevzel oblast v nekaj grških mestih, potem pa je Antigon leta 318 pr. n. št. uničil njegovo ladjevje. Po bitki je v celi Makedoniji zavladal Kasander in prisilil Poliperhona na beg v Epir. Sledila sta mu Roksana in mali Aleksander. Nekaj mesecev pozneje je Olimpija uspela prepričati svojega sorodnika Eakida Epirskega, da je s Poliperhonom vdrl v Makedonijo. Ko je Olimpija prišla na bojišče, se Evridikina vojska ni hotela boriti proti materi Aleksandra Velikega in prestopila na Olimpijino stran,  nakar sta Poliperhon in Eakid zavzela Makedonijo. Filip III. in Evridika sta bila ujeta in 25. decembra 317 pr. n. št. usmrčena. Oblast v kraljestvu je prevzela Olimpija kot regentka Aleksandra IV.
Kasander se je leta 316 pr. n. št. vrnil in ponovno osvojil Makedonijo. Olimpijo so takoj usmrtili, Aleksandra IV. in njegovo mater pa zaprli v trdnjavo v Amfiolu. Po sklenitvi miru med Kasandrom, Antigonom, Ptolemajem in Lizimahom, s katerim se je leta 311 pr. n. št. končala tretja vojna diadohov, so Aleksandru IV. priznali vladarske pravice in eksplicitno potrdili, da bo ob polnoletnosti nasledil Kasandra na makedonskem prestolu.

## Smrt
Po sklenitvi sporazuma so branilci Argejske dinastije začeli izjavljati, da bi moral popolno oblast prevzeti Aleksander IV. in da regent ni več potreben. Aleksander IV. je bil star že skoraj štirinajst let, pri katerih bi po makedonskih zakonih lahko postal dvorni paž. Kasander se ni nameraval odreči oblasti in je leta 309 ukazal, naj Aleksandra  in  njegovo mater na skrivaj umorijo. Ukaz so izpolnili in oba zastrupili.
Arheolog Manolis Andronikos je leta 1977/1978 v Veliki gomili v Vergini odkril kraljeve grobnice. Za eno od njih  velja, da je pripadala Aleksandru IV.